# Józef Zefiryn de Witte
Józef Zefiryn de Witte (né en 1739 et décédé en 1815), comte, général de division des troupes de la couronne.

## Biographie
Né dans une famille militaire, il est le fils de Jan de Witte, qui est également un ingénieur renommé et le commandant de la forteresse de Kamianets-Podilskyi. Cette forteresse joue un rôle stratégique en protégeant les frontières de la République des Deux Nations. Jozef semble avoir hérité d'une partie de ses terres familiales, notamment une maison dans la région de Tatarzyska, et il est également possible qu'il ait eu une résidence dans le village de Podzamcze après son mariage en 1779 avec Zofia Glavani, une union marquée par le scandale et qui lui valut des accusations de trahison à cause des liens de son épouse avec le général russe Saltykov.
Son implication dans la cartographie militaire se manifeste dans la production de cartes détaillées des fortifications et des mouvements militaires, en particulier pour le siège de Khotyn.